# بخش ترواننت پورم
بخش ترواننت پورم (به انگلیسی: Thiruvananthapuram district) یک بخش در هند است که در کرالا واقع شده‌است. بخش ترواننت پورم ۳٬۳۰۷٬۲۸۴ نفر جمعیت دارد.